# Малокачаково
Малокачаково (баш. Бәләкәй Ҡасаҡ) — деревня в Калтасинском районе Республики Башкортостан Российской Федерации. Входит в состав Большекачаковского сельсовета.

## География

### Географическое положение
Расстояние до:
- районного центра (Калтасы): 29 км,
- центра сельсовета (Большекачаково): 3 км,
- ближайшей ж/д станции (Янаул): 63 км.

## Население
| 2002 | 2009 | 2010 |
| ---- | ---- | ---- |
| 291  | ↗328 | ↘279 |

Национальный состав
Согласно переписи 2002 года, преобладающая национальность — удмурты (100 %).